# Динамит
Динамитът е взривно вещество, изобретено от Алфред Нобел, първоначално съдържащо нитроглицерин и аморфен силициев диоксид. Характерна особеност на динамита е, че за да се взриви, обикновено е нужен капсул-детонатор. Съвременните динамити съдържат много други вещества, като те имат различни функции – пламъкогасители, напр. натриев хлорид или гориво, напр. нитроцелулоза. Също така в състава на съвременните динамити много често влиза и амониев нитрат. До средата на XX век динамитът е използван като основно взривно вещество в минното дело, но по-късно отстъпва мястото си на по-безопасни и по-евтини състави.
Създател на нитроглицерина е Асканио Собреро (1812 – 1888), професор по химия в Торино. През 1840 г. лицето му е обезобразено при експлозия с нитроглицерин. Негови са думите: „Когато си мисля за всички убити при експлозии с нитроглицерин и ужасяващите разрушения, които ще донесе употребата му за в бъдеще, аз се срамувам, че съм негов създател!“
В онези времена властимащите се интересуват от свойствата на нитроглицерина като експлозив, но никой не е в състояние да овладее изключително нестабилната течност, която дори при лек допир и натиск се детонира до стабилни газове, като N2, CO, O2 и H2O.
Шведският химик и индустриалец Алфред Нобел измисля решение как безопасно да се взривява нитроглицерина, като изобретява и патентова капсул-детонатор (използван и до днес), който позволява да се извърши управляем взрив от разстояние. Въпреки това изобретение, нестабилността на нитроглицерина продължава да го прави безполезен като търговско взривно вещество. В една от експерименталните лаборатории на Нобел след нещастен инцидент умира Емил, братът на Алфред.
След много експерименти Нобел успява да „подчини“ нитроглицерина, след като го смесва с диатомитна пръст (кизелгур, утаечна скала, състояща се от над 50% от черупки на кремъчни водорасли) и му дава името – „динамит“. Той патентова своето откритие през 1867 г.